# Malgasodes curvisetus
Malgasodes curvisetus är en kvalsterart som beskrevs av Sandór Mahunka 2000. Malgasodes curvisetus ingår i släktet Malgasodes och familjen Carabodidae. Inga underarter finns listade i Catalogue of Life.